# Tuchola
Tuchola (Duits: Tuchel) is een stad in het Poolse woiwodschap Koejavië-Pommeren, gelegen in de powiat Tucholski. De oppervlakte bedraagt 17,69 km², het inwonertal 13.976 (2004).

## Verkeer en vervoer
- Station Tuchola

## Europees Schutterstreffen
Op 26 augustus 2012 vond in Tuchola het Europees Schutterstreffen plaats, waarbij schutterijen uit heel Europa elkaar ontmoetten.

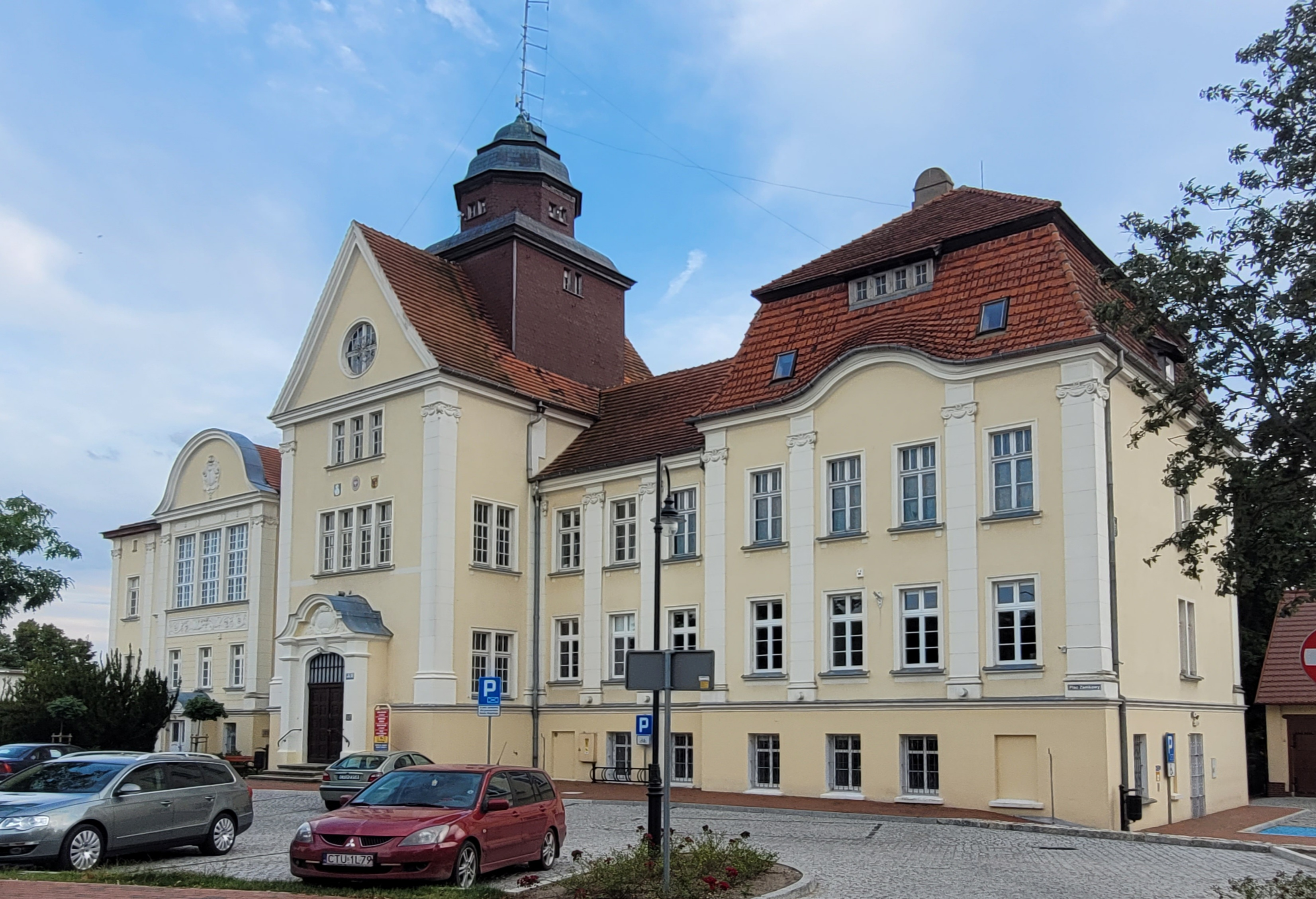
raadhuis
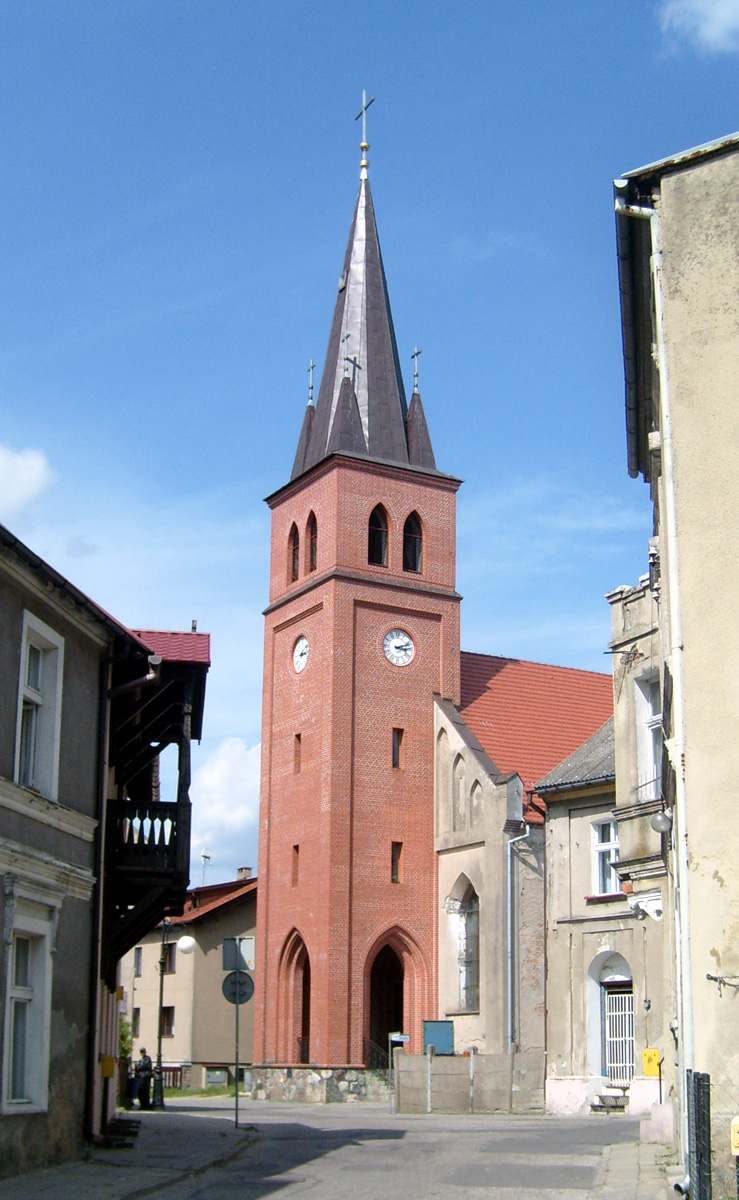
Jacobus kerk
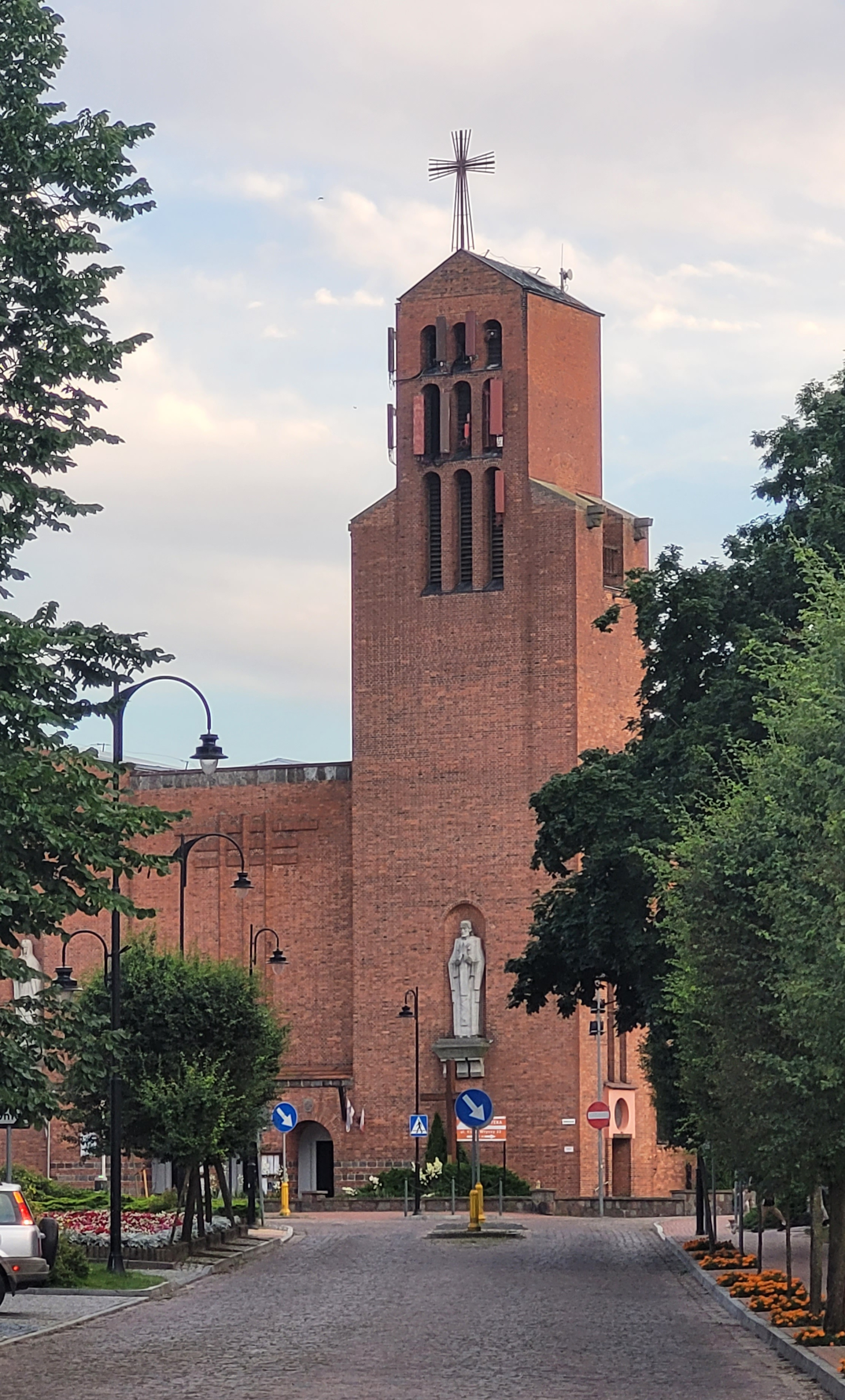
Corpus Christi kerk
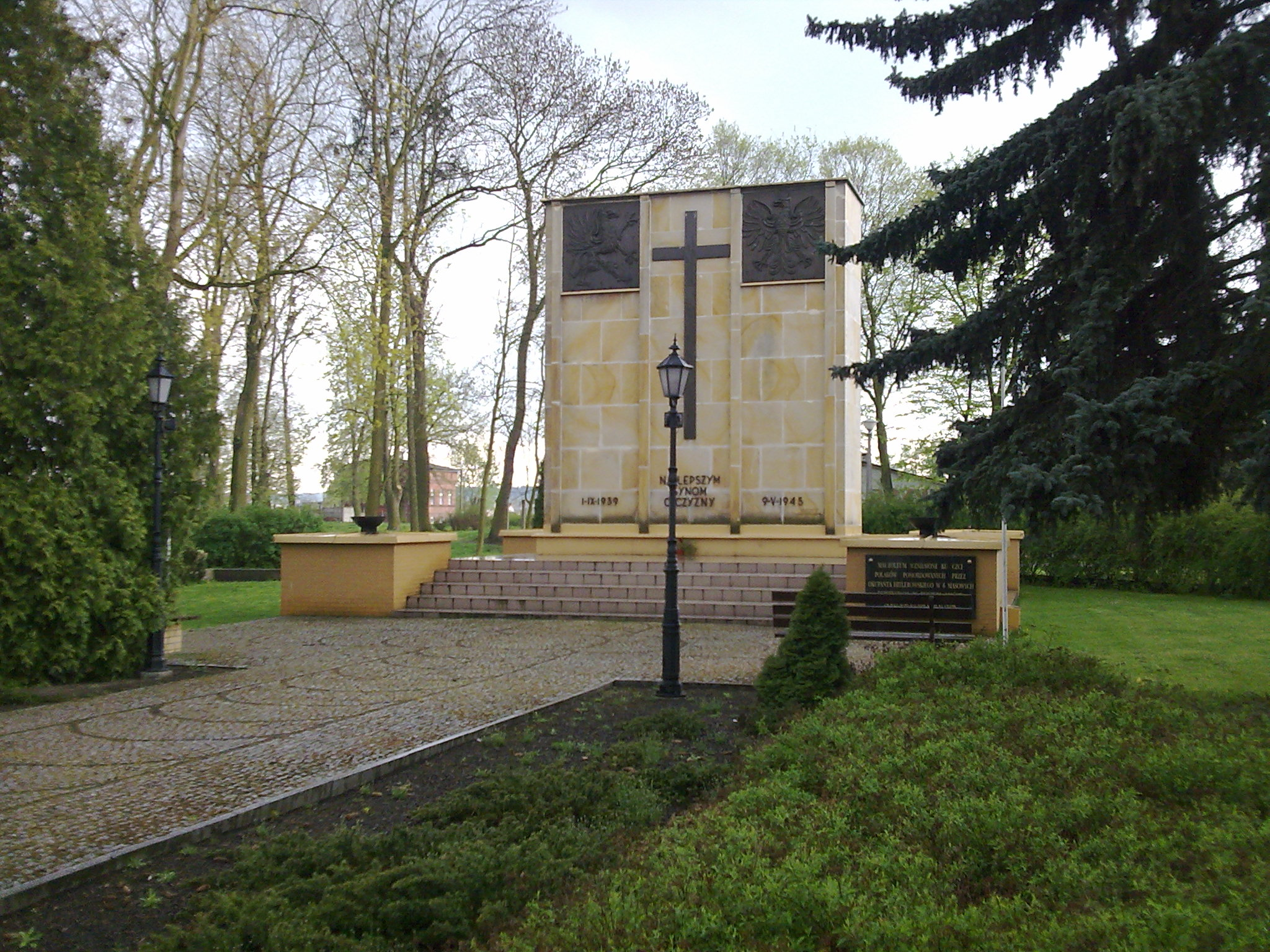
monument II WO